# ガストン (美女と野獣)
- 美女と野獣 (1991年の映画) > ガストン (美女と野獣)
- ディズニー・ヴィランズ > ガストン (美女と野獣)

ガストン（Gaston）は、ウォルト・ディズニー・ピクチャーズのアニメ映画『美女と野獣』（1991年）に登場する架空のキャラクターである。アメリカの俳優で歌手のリチャード・ホワイトが声を担当しており、ガストンは傲慢で冷酷な狩人として描かれている。知的なベルに対する片思いが叶わず、彼女が野獣に好意を寄せていることに気づくと、ガストンは野獣を殺そうとする。ガストンは、かつて変身する前の野獣と同じように虚栄心に満ちた性格を持つキャラクターとして対比されている。
ガストンはディズニーのオリジナルキャラクターであり、1991年の映画の元になったジャンヌ＝マリー・ルプランス・ド・ボーモンによる童話『美女と野獣』には登場しない。脚本家のリンダ・ウールヴァートンが考案したキャラクターで、彼女が過去に付き合っていた元彼たちをモデルにしていると言われている。ディズニーは、この映画に強力なヴィランが必要だと考え、ガストンを特別に製作した。ガストンは、最初は脅威とならない貴族から、ベルと結婚するために執拗に追い求める傲慢な男へと進化し、最終的には映画製作者が当初ヴィランとして考えていたベルの女性親族に代わる存在となった。
彼の敵である野獣とは対照的に、ガストンは見た目はハンサムだが、魅力に欠ける性格を持ち、身体的にも精神的にも過剰な男らしさを体現している。ディズニーと監督アニメーターのアンドレアス・デジャは、スタジオがこれまで試みたことのない「ハンサムなヴィラン」をアニメーション化するというコンセプトに苦戦した。デジャは最終的に、ガストンの外見をハンサムなソープオペラの俳優たちに基づいて作り、チャーミング王子の型にはまったキャラクターのグロテスクなバージョンを創り出した。また、ホワイト自身のオペラ的な仕草のいくつかも取り入れられた。
ガストンは映画評論家から概ね好意的に受け入れられており、彼の「魔法の力や政治的影響力の欠如」が、観客に現実でも彼に似た誰かを見つけやすくしていると評価されている。ただし、批評家たちは、彼がスタジオの以前のヴィランズほど印象に残るキャラクターではないとも述べている。ディズニーの最も有名なヴィランの1人とされており、いくつかのメディアが発表するディズニーヴィランズ・ランキングで、しばしばトップ10にランクインしている。

## 製作

### 構想と執筆
ガストンは、ジャンヌ＝マリー・ルプランス・ド・ボーモンが書いた童話『美女と野獣』のディズニーアニメ版における、いくつかの独自要素の1つである。リチャード・パーダムとジル・パーダムの指揮下では、ガストンは最終的に強く傲慢な狩人に修正される前は、「気取った貴族」を思わせるキャラクターとして描かれていた。 『ハフィントン・ポスト』は、初期のガストンの草案を「狡猾で弱々しいキャラクター」と表現している。実際、当初のガストンは、 敵対的というよりも、単に「迷惑な」キャラクターとして設定されており、主要なヴィランは代わりにベルの叔母マルグリートが担う予定だった。彼女はベルをガストンと強制結婚させようと企んでいた。しかし、このバージョンのガストンは、マルグリートを含む初期の映画の構想とともに、ディズニーチェアマンのジェフリー・カッツェンバーグの要求により放棄された。

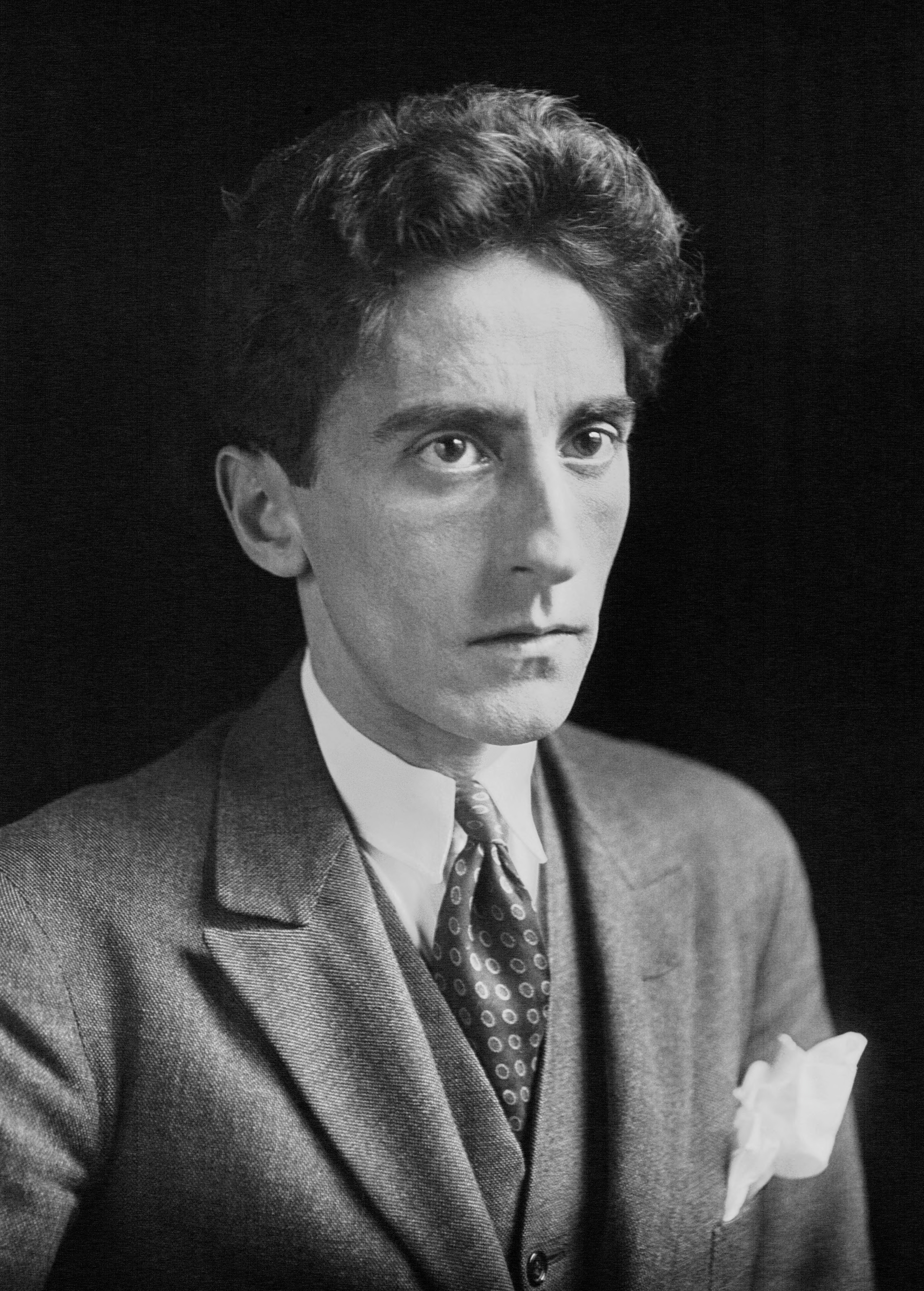
フランスの映画監督ジャン・コクトーは、1946年に実写化した童話のためにアヴェナンというキャラクターを製作した。

カッツェンバーグが映画の製作を完全に見直すよう強く求めた後、スタジオは最終的に映画製作者ジャン・コクトーの1946年の映画版『美女と野獣』からいくつかの要素を自分たちのバージョンに取り入れることを決定した。原作童話には存在しないガストンは、物語の実写版から借りられた複数の要素の1つだった。ガストンは、コクトーが自作の映画のために特別に創作したキャラクター「アヴナン」をベースにしている。アヴナンは、フランスの俳優ジャン・マレーによって演じられ、彼は一人二役で野獣も演じた。コクトーがアヴナンを追加したのと同様に、ディズニーも『美女と野獣』に真のヴィランを加えることで、物語が持つ潜在的な利点を引き出そうとした。原作には欠けているこの要素により、物語により顕著な危険性をもたらそうとしたのだ。マルグリートが削除されたことで、ガストンは彼女に取って代わり、最終的にはより強力なヴィランになった。『Musicals in Film: A Guide to the Genre』の著者トーマス・S・ヒシャックは、ガストンが「新しいタイプのディズニーヴィラン」として製作されたと指摘している。彼は無害でコミカルな人物として紹介されるが、物語が進行するにつれて、より陰険なキャラクターへと変わっていく。ハンサムなヴィランと解放的なヒロインという両方のキャラクターが、完全に実現された多面的な人物として製作され、最終的に『美女と野獣』のストーリーラインが固まった。ただし、一部の映画製作者はガストンが実際に十分に強力なヴィランかどうかを議論し続けた。
ベルの姉妹が削除されるとともに、脚本家でありクリエイターであるリンダ・ウールヴァートンは、ガストンを「愚鈍な求婚者」としてヒロインのために導入した。彼女はガストンを、自身が過去に付き合っていたボーイフレンドを基にして作り出した。映画のために元々考えられていたいくつかのダークな要素は、最終的に最終版から除外された。その中には、ガストン自身がベルの父モーリスを監禁しようと計画している精神病院を最初に訪れるというアイデアも含まれていた。ウールヴァートンがベルをより解放的なディズニーのヒロインに書き直した後、アニメーターたちは脚本家のビジョンを実現するのに苦労し、一時的にガストンがベルに求婚する際、彼女が彼をクローゼットに押し込むという描写をしたが、ウールヴァートンはこのアイデアに強く反対し、ベルが求婚を拒否するシーンを、より「意地悪でない」方法で描くことを求めた。ガストンと野獣のクライマックスバトルの間、ガストンは元々「Time to die!（死ぬ時だ！）」と叫ぶ予定だったが、最終的にこのセリフは「Belle is mine!（ベルは俺のものだ！）」に置き換えられ、物語のヒロインであるベルに焦点が戻された。また、ガストンがベルに愛されることは決してないと気づいたときに自ら命を絶つというアイデアも一時的に検討されたが、この案もすぐに却下された。ガストンが野獣の城から落下する際に、彼が確実に死ぬことを確認するため、小さな骸骨がガストンの目に描かれている。

### 声とアニメーション
ディズニーはガストン役のためにオープンキャスティングを開催し、多くの俳優がオーディションに参加した。その中にはルパート・エヴェレットもおり、ディズニーは彼がこの誇り高いキャラクターを演じるには傲慢さが足りないと判断してキャスティングしなかった。 エヴェレットは最終的に、『シュレック』シリーズに登場するチャーミング王子という似たようなキャラクターの声を担当することになるが、この役を得る際には、ガストン役に向かないと言われたその批評を利用した。とはいえ、チャーミングの動機や執念深さはジャファーに似た部分が多く、彼は王座を求めてフィオナを手に入れようとする。ガストンの声優には、アメリカの俳優でオペラ歌手のリチャード・ホワイトが選ばれた。彼の最初のオーディションはオーディオカセットに録音され、そのコピーがディズニーに送られた。ホワイトにとってはこれが初めての長編映画で、作詞家兼エグゼクティブプロデューサーのハワード・アッシュマンが、ガストンの声をどのように演じるかについて具体的な指示はしなかったものの、彼のアプローチを見つけるのを手助けしたと彼は振り返っている。ガストンのようなキャラクターの声を担当することについて、ホワイトは「自由で…ある意味ではカタルシスを感じる」と表現した。ホワイトは、自分がキャラクターそのものになる必要はないと感じていたが、後から振り返ると、録音セッション中はガストンのように振る舞っていたことを認めている。『シカゴ・トリビューン』のデイヴ・ケアは、ホワイトの「自信満々な」声の演技を俳優ハワード・キールと比較した。

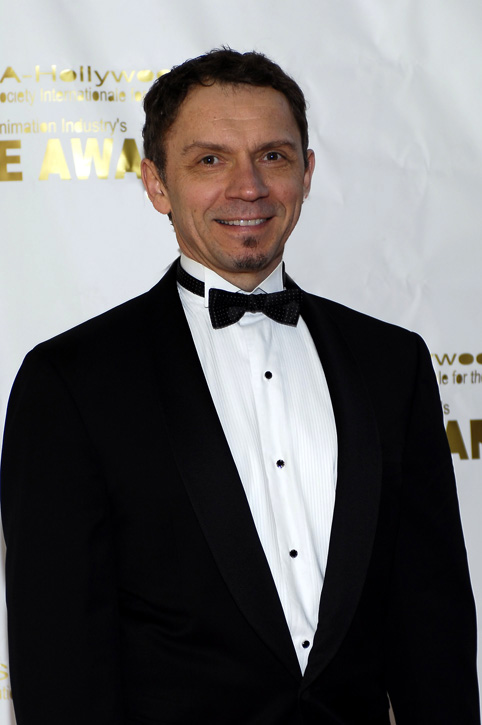
ガストンは、スーパーバイジング・アニメーターのアンドレアス・デジャがディズニーのために初めて手がけたヴィランである。デジャは当初、ジェフリー・カッツェンバーグ重役が思い描くハンサムなヴィランの実現に苦労していた。

アンドレアス・デジャがガストンの監督アニメーターを務めた。ディズニーがデジャに割り当てた最初のヴィランズ・キャラクターであり、彼はすぐに、ガストンが以前のディズニーヴィランズとは異なり、映画のヒーローや観客を怖がらせるためにデザインされたわけではない点でユニークであることを認識した。ガストンの場合、観客はガストンが本当にヴィランなのかどうか、外見だけではすぐに判断できないとデジャは述べている。ホワイトは、ガストンのベルに対する意見や期待がさらに掘り下げられるまでは、ガストンは「もちろん自分のことで精一杯だが、ヴィランとは認識できない」と同意した。デジャは、ガストンが「非常にハンサムな」ヴィランとしてデザインされるという考えに最初は苦戦したが、最終的には「表面に惑わされてはいけない」という映画のテーマを理解することで、このコンセプトを理解した。デジャは、「物語の観点から彼を理解していたが、視覚的には難しかった」と述べ、時にはガストンが十分にハンサムであるかどうかについてカッツェンバーグと議論した。ディズニーの幹部の中には、ガストンの外見についてデジャと同様の初期の躊躇を感じた人もいた。デジャは最終的に、ハンサムなソープオペラの俳優たちをモデルにしてガストンのデザインを確立し、カッツェンバーグもこれを承認した。
ホワイトのキャスティングは最終的にガストンのデザインに影響を与えた。アニメーターたちは、ホワイトのオペラ風の歌声を初めて聞いた後、ガストンの動きやジェスチャー、マナーをオペラ的なものに調整した。ホワイトによれば、ガストンの初期デザインは「はるかに野蛮」に見えたが、アニメーターたちは最終的に「より美しい」方向に進むことを決定し、ガストンを「チャーミング王子のグロテスクなバージョン」に基づいて作り上げた。デザインプロセスは、俳優とアニメーターの間で非常に協力的であり、ホワイトが台詞を録音する間、アニメーターたちは彼のキャラクターを描き、数ヶ月間その作業を繰り返した。このプロセスにより、アニメーターたちはホワイトの演技をガストンに取り入れることができた。ホワイトが『美女と野獣』の制作中にブロードウェイでの公演を続けていたため、ディズニーは彼の舞台活動に配慮し、どこにいても作業できるようにスタジオを手配した。ホワイトは、「この経験は俳優のための砂場のようなもの。自分ひとりで部屋にいて、できる限り創造的になるよう求められる。想像できることは何でも…彼らが描いてくれる！」と振り返っている。スティーブン・ブルックス著の『Tradigital Animate CC: 12 Principles of Animation in Adobe Animate』によると、デジャの挑戦は「ガストンが皆が言うほど勇敢ではないことを観客に知らせること、しかし同時に彼を現実的で信頼できる脅威として保つこと」だったとされている。
ガストンの性格と外見は、2年半にわたる製作期間中に劇的に進化した。デジャは、ガストンのデザインにディズニーの「クラシックな」ヴィランズのいくつかの身体的特徴を取り入れ、特に『ピーター・パン』（1953年）のフック船長の広い胸と四角い顎を取り入れた。ガストンのようなリアルに見えるキャラクターをアニメーション化する際の特定の挑戦は、彼が「カートゥーニーすぎない」感情を表現させることが難しく、同時にキャラクターに「命」を吹き込もうとする試みだった。ガストンの表情は通常を超えて誇張され、実質的には「過剰演技」になった。デジャは、「ガストンを微妙に描いてアニメーション化することで、傲慢さ、怒り、悪意といった感情を表現できるようにするため、常に細心の注意を払っていた」と振り返っている。ガストンを多面的なキャラクターにするため、デジャは「皮肉、広がり、表現力といったハンサムな主役が滅多に見せない表情」を取り入れる努力をした。『デン・オブ・ギーク』のサイモン・ブリューによれば、ガストンは「慎重にアニメーション化されており、彼の陽気さの少ない、より陰険な側面を早期に見せるのは容易だった」とされている。デジャは、「観客が彼に興味を持つようになるまでガストンを控えめに描き、徐々に彼の本性を表す」ことに成功した。また、デジャはガストンのプロポーションを誇張して、観客が彼が実際に野獣と正面から対峙できると信じられるようにした。研究に関しては、デジャは自己愛の強いロサンゼルスの男性住民からインスピレーションを得て、彼らが髪を整え、鏡で自分を眺める姿を観察し、「彼らを観察し、その態度をガストンに取り入れるのは楽しかった」と説明した。ガストンが「強いぞ、ガストン（Gaston）」を歌うシーンで露出する胸毛のデザインは、アニメーターたちの間で激しく議論された。デジャは、初期の胸毛デザインを「内部から外部に向かって櫛で梳かされた」ような「奇妙な」デザインだったと説明した。最終版のデザインは、アニメーターたちが誰が最も優れた胸毛デザインを作るかを競うコンテストを通じて決定された。映画では、ガストンの感情や所属を示すために色が使われている。ガストンは悪を象徴する赤を着ており、ベルと野獣は善を象徴する青を着ている。ガストンの成功を受け、デジャは『アラジン』（1992年）のジャファーや『ライオン・キング』（1994年）のスカーといったディズニーヴィランズを手がけるアニメーターとしての名声を築くことになる。

## 特徴とテーマ

### 内面の美しさと表面性
ガストンは非常にナルシストで自己中心的かつ表面的な人物として描かれており、極端な嫉妬心に駆られている。『オーランド・センティネル』のジョイ・ボヤーによって、この映画のヴィランとして特定されているガストンは、外見は醜くないため、観客は映画の中盤まで彼がヴィランであることに気づかない。「夜襲の歌」という楽曲の場面で、彼が忠実な追随者たちを説得して野獣の城を襲撃し、彼を殺そうとする時に、そのヴィランぶりが明確になるが、彼の悪意の兆候は、彼がベルにプロポーズする場面で最初にほのめかされる。『デン・オブ・ギーク』のサイモン・ブリューは、ガストンのヴィランとしての進化を「彼の激しい嫉妬と不安」に起因するものであり、最終的に「彼を物語の敵役に変えてしまう」と述べている。ガストンのヴィランぶりは、彼がモーリスを投獄しようとする場面で頂点に達するが、彼の変化はまだ完全には終わっていない。ガストンは、『白雪姫』（1937年）や『眠れる森の美女』（1959年）のディズニーヴィランズとは異なり、死ぬ前に醜悪な外見に変わることはない。『Mania.com』のロブ・ヴォークスは、ガストンが他のディズニーヴィランズと比較して「小さな考えの持ち主」であり、彼のアイデアは、特に彼のエゴが周囲の人々によって膨らまされた「学校のいじめっ子」に似ていると指摘している。ガストンは世界征服の欲望を持たず、ただ自分が惹かれた女性と結婚するという単純な願望以上の野心を持っていない。また、彼は魔法の力や政治的影響力も持っていない。『ハフィントン・ポスト』のローレン・デュカは、ガストンを「恐ろしいというよりも、より攻撃的に耐え難い存在」と評している。
映画のほぼすべてのキャラクターに愛されており、彼を町の最も結婚に適した男性として崇拝する人がほとんどである。『ディーセント・フィルムズ』の映画評論家スティーヴン・D・グレイダナスは、ガストンが最初は「究極の愚かな運動選手」に過ぎないように見えると同意している。ガストンのボディビルダーのような体格は、「男性の美のステレオタイプ的なイメージ」を意図的に誇張したものである。『The Meanings of "Beauty and the Beast": A Handbook』の著者ジェリー・グリズウォルドは、ガストンの外見を俳優のシルヴェスター・スタローンやアーノルド・シュワルツェネッガーと比較している。『シカゴ・トリビューン』のジーン・シスケルは、ガストンを「ステロイドを使用したロバート・グーレのクローン」と表現した。『Tradigital Animate CC: 12 Principles of Animation in Adobe Animate』の著者スティーブン・ブルックスは、ガストンの誇張された表情を、人々が「過剰に補償しようとして嘘を暴露する」方法に例えた。『From Mouse to Mermaid: The Politics of Film, Gender, and Culture』の著者エリザベス・ベルによれば、ガストンは「野獣と対照をなす」キャラクターとして機能しており、その性格が最終的に野獣をより魅力的なヒーローにしていると指摘している。 野獣は醜い外見をしているにもかかわらず「黄金の心」を持っている一方で、ガストンは美しい外見を持ちながらも「内面が腐っている」。野獣が自らの行動を改めなければ、彼は内面がガストンのようになってしまう危険性がある。ガストンは、「外見の美しさと魂の美しさの違い」を象徴しており、これは映画の中心的なテーマの1つである。ガストンの残酷な性格が彼のハンサムな外見と一致しないことは、「内面の美しさに関する映画のメッセージをさらに強調」している。ガストンがベルにプロポーズを拒否された後、大きな泥の水たまりに落ちると、彼の体が一時的に豚の頭と結びつくという視覚的な演出は、野獣の「半人半獣」の姿を参照している。最終的に、ガストンは野獣を重傷を負わせるが、人間としての野獣を殺すことはできない。最後には、ガストンは当初描かれていた野獣そのものとなり、彼が「新しい男に変わることができなかった」ために、最終的に死を迎えることになる。同時に、ガストンの臆病さは、改心した野獣が無傷で立ち去る機会を与えた直後に彼を背後から刺すという選択によって示されている。
映画の早い段階から、観客はガストンのベルへの執着が最終的にベルの愛する人物であり守護者である野獣との戦いに彼を駆り立てると予測するように導かれる。明らかな違いがあるにもかかわらず、ガストンと野獣にはいくつかの共通点がある。すなわち、彼らがベルに対して抱く興味、ガストンと野獣のクライマックスの戦いは、両者が同じ人に恋をしているという事実に起因しているが、その愛し方は異なる。両者は誇張された筋肉を持ち、それぞれが自らの不安に駆り立てられた目標を持っている。さらに、両者はベルの父への忠誠心を利用して彼女を操ろうとする。村の酒場でガストンが大きな椅子に座る場面は、彼と野獣の類似点を示すものである。毛皮や角で装飾されたガストンの椅子は、後ろから見ると野獣に似ている。『The Meanings of "Beauty and the Beast": A Handbook』の著者ジェリー・グリズウォルドは、「ガストンと野獣の劇的な対比を考えると…映画のタイトルは実際には彼ら2人だけを指しているのかもしれない」と述べている。『Beyond Adaptation: Essays on Radical Transformations of Original Works』の著者フィリス・フラスは、ガストンの微妙で完全に非物理的な変容が彼をより悪魔的なバージョンに変えることを強いるため、彼は「人間性を失う」という苦しみを受けると述べており、最終的には彼の死を正当化している。映画の終わりには、ガストンは基本的に野獣と立場を入れ替え、後者は当初物語の敵役として描かれていた。フラスは、「ガストンが…動物のようにうなりながら映画を終えるとはほとんどの観客は予想しないが、彼が結局死に至ることを考えると、彼が最後に魔法で獣に変わる必要はない。なぜなら、彼はすでに『野獣的』な存在だからだ」と結論付けている。

### 男らしさと女性嫌悪
『美女と野獣』は、過剰な男らしさの概念をパロディ化しており、この特性はガストンと野獣の両者に共通している。自身の男らしさに執着するガストンは[41]、「過剰な男らしさを持つ男性」に関連するいくつかの意見を共有しており、「伝統的に英雄的」とされる多くの特質や信念を誇示している。『The Meanings of "Beauty and the Beast": A Handbook』の著者ジェリー・グリズウォルドによれば、ガストンは「異性愛者の男性に起こりうるあらゆる問題の象徴」であり、過剰な男らしさのカリカチュアとされている。彼は狩りをし、酒を飲み、喧嘩し、唾を吐き、いじめ、嘘をつきながら、浅薄で無知な一方で、最悪の男らしさの特徴を体現している。ガストンは、自分の考えに反対する者を威圧し、脅迫し、自分の「アルファ男性」ステータスを発揮できるような男性の社交場に積極的に参加する。極めて自己中心的であるガストンは、自分が挑戦するどんな仕事でも最高であると自負しているように見える。『ボルチモア・サン』のスティーブン・ハンターは、「（ガストンの）人格の根底には、従来のスターのペルソナにほのめかされるだけのものがある。それは過度の虚栄心だ。彼は鏡の中の顔に恋をしており、男性の虚栄心という病理は非常に90年代的な考え方だ」と書いている。
ガストンはディズニーの中で最もショービニスト的な悪役でありながら、この特性はユーモアをもって扱われ、彼を時折コミックリリーフ的なキャラクターにしているが、これはディズニーの以前のヴィランズとは異なる。『Yahoo! Movies』のウィル・パーキンスによれば、ガストンは「自分が女性や世界にとって神からの贈り物だと思っている」と考えている。ミソジニー（女性嫌悪）の擬人化とされるガストンは、欲しいものは何でも手に入れることに慣れており、ベルが故郷で最も美しい女性とされているため、彼女と結婚するにふさわしいと信じている。『Practicing Passion: Youth and the Quest for a Passionate Church』の著者ケンダ・クリーシー・ディーンによれば、ガストンは「愛を自己実現としてしか理解しておらず、その結果、支配、残虐行為、暴力を行使している」と述べている。『The Gospel According to Hollywood』の著者グレッグ・ギャレットは、ガストンが「世界が愛するものは模倣する価値がない」ということを思い出させる役割を果たしているとしている。トロフィーワイフ（飾りの妻）としてベルを手に入れようと決意しているガストンだが、彼女を手に入れることはない。彼の田舎暮らしの夢がベルに拒絶されることで脅かされると、そのエゴは深く傷つくが、それが彼女を何としてでも手に入れようとする決意を一層強め、彼の不安を初めて表面化させることになる。ガストンはベルの読書に対する情熱を理解できない。ガストンはその魅力や良い外見、そして野獣に関する偽りのイメージを利用して村全体を自分の敵に対して団結させる能力を持っており、実際には自分以外の誰かに対して関心を示したことがないにもかかわらず、自分が紳士であるかのように他人を納得させる能力を持っている。ただし、ベルだけはガストンの偽りを見抜き、彼の本当の性質を明らかにする。これにより、ヒロインであるベルの強さと独立心がさらに強調される。女性が読書することに反対しているガストンは、ベルと結婚すれば彼女の知識への渇望を「治す」ことができると信じているが、同時にこれらの同じ情熱が彼の彼女への関心を高めているようにも見える。映画は、ガストンの女性に対する意見を単なる「無礼なもの」として描いている。ウールバートンは、ガストンを通じて若い男の子たちに「女性をどのように扱わないか」を教えたかったのだ。
強力なリーダーであるガストンは、自分の命令に従わせ、大衆を扇動し、他者に同調と偏見を引き起こさせることができるが、それらのアイデアを自分1人で実行することはできない。『タイム』のリチャード・コーリスは、ガストンの「町で最も美しい女性であるベルと結婚したいという偏見は、彼がベルの風変わりな父親を精神病院に送り、無知な村人たちを松明とピッチフォークを持たせた十字軍に導くときに、悪意に変わる」と述べており、これは1931年のホラー映画『フランケンシュタイン』のシーンと比較されている。『Medium』のブレット・シーグミラーは、ガストンのリーダーシップスキルをドイツの政治家アドルフ・ヒトラーのそれに例えており、彼が「行動を呼びかけ、私に従えという命令を出した後、行動への意欲を高めている」と述べている。さらに、ジェリー・グリズウォルドは、自身の著書『The Meanings of "Beauty and the Beast": A Handbook』で、ガストンの過剰な男らしさが「彼自身の同性愛への抵抗」につながる可能性があると書いており（結局のところ、彼は自分自身に恋をしている）、映画『アメリカン・ビューティー』（1999年）に登場するレスター・バーナムのホモフォビア（同性愛嫌悪）の隣人と比較している。ジェンダーに関する期待をもてあそぶように、ガストンの男らしさは滑稽なものとして描かれ、ベルは野獣の「優しい脆さ」に引き寄せられる。野獣がベルに図書館を贈る場面は、2人の男性キャラクターの違いをさらに強調している。ガストンは読書に対してしかめっ面をし、それが女性に考えさせ、子供を産むこと以外のことを考えさせると非難しているからである。最終的に、ガストンと野獣はそれぞれ悪い男らしさと良い男らしさを体現しており、ガストンは「ニューエイジの繊細な男性とマッチョな男性を対比させるために使われている」と『Ways of Being Male: Representing Masculinities in Children's Literature』の著者ジョン・スティーブンスは述べている。

## 出演

### アニメーションの描写
ガストンは『美女と野獣』において、村で最も美しい女性だと考えているベルと結婚しようとする傲慢な狩人として初登場した。しかし、彼が彼女の知らぬ間に結婚パーティーを開いた際、ベルは彼のプロポーズを拒否する。ベルは町で唯一、ガストンの内面を嫌っている人物である。すっかり恥をかかされたガストンは不機嫌になるが、彼女の父モーリスが彼女が醜い野獣に捕らわれたと訴えると、ガストンはモーリスを精神病院に送り込もうと考える。ただし、ベルが結婚に同意しない限りはその計画を実行しようとする。しかし、ベルが野獣の存在を証明し、彼が自分の友人であり、ガストンよりも良い人間だと主張したため、ガストンの脅迫計画は失敗に終わる。嫉妬に狂ったガストンは正気を失い、村人たちを集めて野獣を殺そうと決意する。彼は村が野獣に荒らされるかもしれないという恐怖を利用して村人たちを扇動する。
その後の戦いでは、ガストンは野獣に矢を放ち、彼を打ちのめし、その外見を嘲笑しながら、ベルが自分と結婚しないという事実を受け入れようとはしない。野獣は戦う気力を失っていたが、ベルが自分のために戻ってきたことを見て、ガストンを簡単に圧倒し、殺そうとする。しかし、ガストンが命乞いをすると、野獣はより優れた人物として彼に慈悲を示し、ベルのもとへ戻る。感謝することも反省することもないガストンは、野獣がベルを抱きしめているのを見て背後から刺すが、野獣が彼に向かって腕を振り回したためにバランスを崩し、結果的にガストンは転落死してしまう。
ガストンはテレビシリーズ『ハウス・オブ・マウス』にも登場し、再びリチャード・ホワイトが声を担当した。彼は主にコメディ的なキャラクターとして、時折登場し、「誰もガストンのようにはできない！」と言いながら歩き回り、他人の会話を無礼に中断する役割を果たす。このフレーズのバリエーションは他のキャラクターによっても頻繁に使用される。
ガストンは、2023年8月18日にDisney+で公開されたレゴのアニメスペシャル『LEGO ディズニープリンセス：お城の冒険』で、主要な悪役として登場している。

### 実写の描写

#### 美女と野獣（2017年）

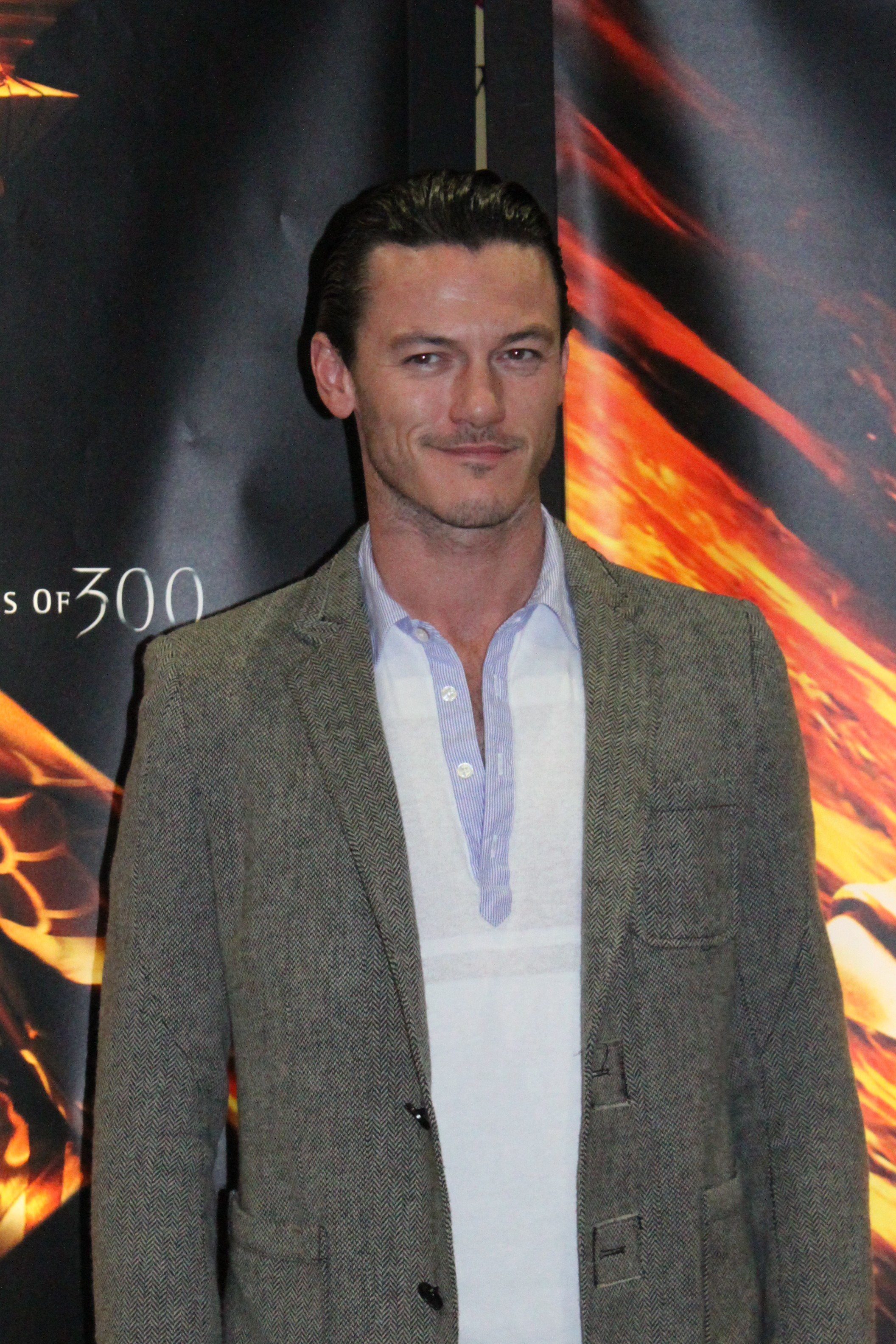
実写版『美女と野獣』でガストンを演じたルーク・エヴァンズ

ガストンは、2017年の実写リメイク版に登場し、ルーク・エヴァンスが演じた。エヴァンスは『エンパイア』誌のインタビューで、ガストンは狩人の背景を持ちながらも、フランス王立軍の元兵士であることを明かした。また、このバージョンのガストンはオリジナルよりも暗い性格であることを示唆した。映画では、ガストンはアニメ映画と同じ役割を果たすが、いくつかの違いがある。軽騎兵隊の大尉であるガストンは村の英雄だが、戦争から帰還した後、平穏な生活に退屈している。ガストンはベルを追い求め、彼女が村で最も美しい女性であり、自分にふさわしい唯一の存在であると信じて、何としても結婚しようとする。また、彼は彼女の独立心を刺激的な挑戦と捉え、彼に外見だけで夢中になるビンベットたちに対して軽蔑の念を抱いている。
ベルが女の子に読み書きを教えるのを校長とクロティルドが目撃し、彼らは村人たちを扇動して、ベルが作った洗濯機の発明品を壊させる。このことをル・フウがガストンに知らせると、ガストンは村人たちにその行為をやめさせ、ロベール神父がベルの洗濯物を拾うのを手助けする。この取引がベルにどのように向けられたのかは不明なままだが、ガストンは村人たちの行動を叱り、直ちに家に帰るよう命じる。ある時、ガストンはベルとの会話で、校長が最初は彼を嫌っていたと述べる。彼はベルの家で彼女に接触し、モーリスが亡くなった後に結婚を申し込むことをほのめかすが、彼女はこれを断る。ガストンは酒場でふてくされていたが、ル・フウが歌で彼を元気づける。モーリスが現れ、ベルが野獣に囚われていると主張する。ガストンは野獣の存在を信じていないが、ベルがどこに行ったのかを知るためにモーリスを手助けすると申し出る。
しかし、城への道が塞がれており、ガストンはモーリスに対して激怒し、彼が暴力的で粗暴かつ要求の多い人物であることが明らかになる。ル・フウが彼を落ち着かせようとするが、すでに手遅れで、ガストンの本性が露わになる。モーリスはガストンにベルと結婚させるつもりはないと告げ、ガストンは彼を木に縛り付け、狼に任せてその場を去る。ガストンはこれによってベルが結婚に同意することを望んでおり、ル・フウにモーリスが死ねばベルの世話をするのは自分だけだと告げる。その後、モーリスはガストンの犯罪を告発するが、ガストンは人々を騙してモーリスが狂っていると思わせ、彼を精神病院に送り込む手配をする。彼は内密に、モーリスにベルとの結婚を許せばその計画を中止すると申し出るが、モーリスは拒否する。ベルが現れ、魔法の鏡で野獣の存在を証明すると、ガストンの嫉妬心は頂点に達し、人々を煽って城を襲撃し、野獣を殺すよう指示するが、その前にトム、ディック、スタンリーにベルと彼女の父を閉じ込めて、彼女が野獣に警告するのを防ぐよう命じる。
ガストンは単独で野獣と対峙し、ベルが自分を送り込んだと主張して彼を背後から銃撃する。しかし、ベルが現れ、野獣は反撃し、ガストンを峡谷の上に吊り下げる。ガストンは命乞いをし、助けられる。しかし、ガストンはその場を離れず、近くの石橋の上から再び野獣を撃ち、今度は致命傷を負わせる。野獣の命が尽きかけると、城が崩れ始め、ガストンが立っていた橋が崩れ落ち、彼は下の水面に落ちて死亡する。アニメ映画とは異なり、ガストンの最期は画面上で描かれている。
ルーク・エヴァンスは、Disney+の『美女と野獣』のスピンオフ/前日譚シリーズで再びガストン役を演じる予定だったが、創作面やスケジュールの問題により、無期限に延期された。エヴァンスは最終的に、ディズニーの「実写リ・イマジニング」作品である『ピノキオ』で、2度目のディズニー悪役としてコーチマン役を演じることになりました。

#### その他の出演
『Sing Me a Story with Belle』のエピソード「What's Inside Counts」では、ガストンがウォルフ・バウアーによって演じられている。
実写版のガストンは、ファンタジーテレビシリーズ『ワンス・アポン・ア・タイム』の2つのエピソードに登場し、最初はセイジ・ブロックルバンク、後にウェス・ブラウンによって演じられました。最初の登場は第1シーズンで、ガストンはベルの婚約者であり、ルンペルシュティルツキンからベルを救おうとしたが、バラの姿に変えられてしまった。2度目の登場は第5シーズンで、ガストンはベルと友達になった。彼はオリジナルの映画と比べて、より軽い描かれ方をしており、彼のベルに対する愛が本物であったことが示唆されている。

### 舞台作品

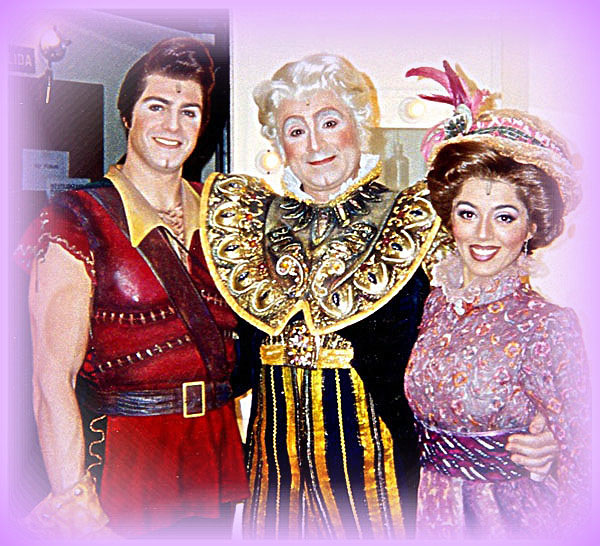
ガストン役のスペイン人俳優リサルド（左）

ガストンは、1994年4月18日にパレスシアターで初演された『美女と野獣』のブロードウェイミュージカル版に登場する。この役は俳優バーク・モーゼスによって初めて演じられ、彼はドラマ・デスク・アワードにノミネートされ、シアター・ワールド・アワードを受賞した。ディズニー映画からの楽曲「Belle」「Gaston」「The Mob Song」に加えて、ガストンは「Me」（自分勝手にベルにプロポーズする曲）、「Gaston (Reprise)」（ガストンとルフウが彼の悪だくみについて歌う拡張版で、ガストンが「うまくいけば少しも後悔しない」と認める場面もある）、「Maison de Lunes」（精神病院の所長を雇ってモーリスを入院させようとする曲）を歌う。
メルボルンでの舞台公演では、ヒュー・ジャックマンがガストンを演じた。ブロードウェイでこの役を演じた著名な俳優には、バーク・モーゼス、マーク・クディッシュ、クリストファー・シーバー、ダニー・オズモンドがいます。ウエスト・エンドやイギリスツアーでこの役を演じた著名な俳優には、バーク・モーゼス、スティーブン・マシューズ、トム・シニア、アール・カーペンターが含まれる。

### 文学的な描写
ガストンは、ベルが城に滞在している間に起こる『美女と野獣』のマーベル・コミックス連載にも登場する。彼は主にコミックリリーフとして描かれ、村のBストーリーでは実質的に「主人公」として、ベルを結婚させるための計画を立てようとするが、三つ子の姉妹たちが彼の計画を妨害し、ベルではなく自分たちに彼の注意を向けさせようとする。
また、ガストンはセリーナ・バレンチノの2014年の書籍『ディズニー みんなが知らない美女と野獣 なぜ王子は呪いをかけられたのか』にも拡張された役割で登場する。この本はオリジナル映画の始まり前を舞台にしており、ガストンと野獣は幼なじみとして描かれているが、呪いによってガストンは王子の記憶を失う。ガストンは、2016年の書籍『As Old as Time: A Twisted Tale』にも登場しており、これは映画の物語を別の視点で描いたものである。彼は、『キングダム・キーパーズ』シリーズの第4巻に短いカメオ出演をしており、プリンス・ジョンやホーネッド・キングと共にトム・ソーヤ島でオーバーテイカーズと一緒に登場する。ガストンは、他のディズニーヴィランズと共に、皮肉を込めた書籍『Villain Files』にも登場し、ベルと出会ったのはアーチェリーの練習中だったと示唆されている。
さらに、ガストンは映画『ディセンダント』シリーズの関連小説である『Descendants: Isle of the Lost』にも登場する。彼には4人の子供がいて、そのうちの2人、双子のガストン・ジュニアとガストン3世は、彼のエゴマニア（自己愛）のために自分の名前を付けられたことが明らかにされている。末っ子のギルは『ディセンダント2』と『ディセンダント3』に登場する。彼らも父親の自己愛をある程度受け継いでいるが、父親に比べると比較的優しい性格を持っている。

### コンピュータゲームの描写
彼は1993年のコンピュータゲーム『Beauty & The Beast: Belle's Quest』と『Beauty & The Beast: Roar of the Beast』に登場する。両方のゲームで主要な敵役として登場するが、前者では協力キャラクターとしても登場し、ゲームの序盤で彼の力を借りてタスクをこなす。『ディズニープリンセス』のコンピュータゲームでは、ベルの章のメインの敵役として登場する。映画と同様に、彼は村人たちを煽動して城を攻撃しようとするが、今回は単に城が邪悪であり、黒魔術が使われていると村人たちに信じ込ませ、それを証明するためにポット夫人、チップ、コグスワース、ルミエールを誘拐しようとする。しかし、ベルにより計画は阻止される。
彼は『Kinect: ディズニーランド・アドベンチャーズ』でも言及されており、『ディズニー エピックミッキー:ミッキーのふしぎな冒険』では悪役ミズラベルが変装するキャラクターとして一時的に登場する。ガストンは、コンピュータゲーム『キングダム ハーツ キー』にも登場し、ハートレスの軍隊を操る敵役として描かれている。ガストンは『ディズニー マジックキングダムズ』で期間限定のアンロック可能なキャラクターとしても登場する。また、別バージョンのガストンが『Disney ミラー・ウォリアーズ』のプレイヤーキャラクターとして登場する。彼は『ディズニー スピードストーム』のアンロック可能なレーサーでもある。

## キャスト

### 原語版声優
- リチャード・ホワイト（英語版）[86]

### 実写版キャスト
- ウォルフ・バウアー：『Sing Me a Story with Belle（英語版）』のエピソード「What's Inside Counts」
- セイジ・ブロックルバンク→ウェス・ブラウン（英語版）：『ワンス・アポン・ア・タイム』
- ルーク・エヴァンス：『美女と野獣』（2017年）[87]

### 日本語吹替版声優

#### アニメ版
- 松本宰二（1992年）[86]
- 内田直哉（2003年）：『ハウス・オブ・マウス』を担当。
- 武内駿輔（2023年）：『ワンス・アポン・ア・スタジオ -100年の思い出-』を担当。

#### 実写版
- 吉原光夫：『美女と野獣』（2017年）を担当[88]。

## 評価と遺産
ガストンは映画評論家から概ね好意的な評価を受けている。『デン・オブ・ギーク』のサイモン・ブリューはガストンに非常に好意的で、「ユーモア、信じられるキャラクターの成長、説得力のある動機、そしてリチャード・ホワイトの優れた声の演技（大物映画スターを声優に起用する必要がないことを証明している）のおかげで、彼は非常に魅力的な敵役であり、非常に興味深い存在だ」と述べている。『エンターテインメント・ウィークリー』のオーウェン・グレイバーマンは、ガストンを「素晴らしいキャラクター」と称賛し、『デイリー・ビースト』は彼を「非常に面白い悪役」として高く評価した。『ニューヨーク・タイムズ』のジャネット・マスリンは、ガストンの「愚かさ」が「よく伝わっている」と述べ、ホワイトの演技を称賛し、「彼（ホワイト）がガストンに命を吹き込んでいる」と書いている。『IndieWire』のドリュー・テイラーは、ガストンが「魔女や醜い生き物ではなく、がっしりした悪漢」であるという事実が、映画を「非常にユニークな体験」にしていると感じた。オリジナル劇場公開から25年後に映画をレビューした『Creative Loafing』のマット・ブランソンは、「粗野なガストンを見飽きることはない」と認めている。『シアトル・タイムズ』のジョン・ハートルは、ガストンを演じたホワイトを「とても面白い」と評した。
しかし、ガストンに対する批評的な意見は、より高く評価されている他のディズニーヴィランズ、特にスカー、マレフィセント、ジャファーと比較するとやや低調である。『ボルチモア・サン』のスティーブン・ハンターは、ガストンのキャラクター設定を「映画の中で最も賢い部分の一つ」と称賛する一方で、ガストンがディズニーの過去の女性悪役（『白雪姫』の女王や『101匹わんちゃん』のクルエラ・ド・ヴィル）ほどのカリスマ性を欠いていると感じた。『タイム』のリチャード・コーリスは、ガストンを「過剰にハンサムな大馬鹿者」や「間違った方向に進んだ騎馬警官ダドリー・ドゥーライト」と呼んだ。『ワシントン・ポスト』のハル・ヒンソンは、ガストンが「圧倒的」だと感じ、「彼に関するすべてが滑稽に誇張され風刺されており、その結果、彼の顎の割れ目に飲み込まれてしまいそうに感じる」と述べた。『From Mouse to Mermaid: The Politics of Film, Gender, and Culture』の著者エリザベス・ベルは、ガストンを「女性嫌いのブタ」と評価し、彼のようなタイプはどんなプライムタイムのトークショーでも女性たちを「獣」に変えてしまうだろうと述べた。同様に、『The Media and the Models of Masculinity』の著者マーク・モスは、ガストンが「長い間スクリーン上で聞かれた中で最も時代錯誤的なナンセンスを口にしている」と批判した。『JoBlo.com』はガストンを「劣った悪役」として評価し、「ホワイトの演技は素晴らしいが、キャラクター自体は最終的には基本的であり、退屈だ」と述べた。『スラント・マガジン』のジェイミー・N・クリストリーは、ガストンを幼稚であり、映画がその原作のすべての側面を「幼稚園児が理解できるレベルに引き下げている」と述べて否定した。映画評論家ロジャー・イーバートは、ガストンが「自惚れた豚からサディスティックな怪物へと堕落していく」過程を「耐え難い」と評したが、同時にホワイトを「才能あるキャスト」の一員として挙げている。
ガストンはディズニーの「クラシックな」悪役の1人と見なされており、スタジオで最も有名な悪役の1人でもある。ガストンが登場する以前、ほぼすべてのディズニーヴィランズは外見が醜かったため、『デン・オブ・ギーク』のサイモン・ブリューは、ガストンがその後のディズニー悪役の評判を変えた責任を負っていると考えています。ガストンの悪役ぶりは、他のディズニーヴィランズと比較して、観客により強く共鳴する傾向がある。なぜなら、ファンは現実世界で彼に似た人物を見つけることができるからである。『Medium』の寄稿者ブレット・シーグミラーは、「ガストンはディズニーのカノンにおける最高の悪役の1人」であり、観客は彼を尊敬し恐れているため、彼は彼の意見では最高のリーダーであると強く信じている。『MTV』はガストンを「ディズニーの最も嫌味な悪役」と称し、『Musicals in Film: A Guide to the Genre』の著者トーマス・S・ヒシャックは彼を「ディズニーの最も邪悪な人間の悪役の1人」と呼んだ。『Bustle』のメアリー・グレース・ガリスは、ガストンをミソジニスト（女性嫌い）の悪役として描写したことを称賛し、「ガストンは最もコミカルに攻撃的な形での家父長制の歩く体現者であるため、3歳の子供から23歳の若者まで、誰もが彼を見て『それだ。あれが敵だ。』と思える」と述べた。また、ガストンは「魔法の力や政治的影響力を持たず」、単に「日常のアルファ男性であり、ただ自分の人生を生きようとしているときにマンスプレイン（男性が女性に偉そうに説明すること）しようとするだけ」なので、他のディズニーヴィランズよりも共感しやすいと述べている。
ガストンは、さまざまなメディアが行うディズニーヴィランズランキングでしばしばトップ10に入るが、これらのカウントダウンでは通常中間に位置し、1位になることは稀である。『E!』はガストンをディズニーヴィランズの中で6位にランク付けした。 『TVオーバーマインド』もガストンを6位にランク付けしたが、これは彼の「圧倒的な不快さ」と「一般的な不寛容さが素晴らしい悪役を作り上げている」ためである。『ハフィントン・ポスト』の「25のクラシックなディズニーヴィランズの決定的なランキング」では、ガストンは8位にランクインし、『About.com』は同様のリストで彼を9位にランク付けした。『Yahoo! Movies』は「最も有名な12人のディズニーヴィランズ」のランキングでガストンを11位に位置付け、「彼が単に巨大な嫌なやつであるだけでなく、ベルを脅して結婚させようとしたことや、野獣を殺すために群衆を率いたことに対してもポイントを与えた」と評価した。『オーランド・センティネル』によると、ガストンはディズニーヴィランズの中で12番目に偉大な悪役である。一方、『Babble』の「最悪から最悪へランク付けされたトップ15のディズニーヴィランズ」というリストでは、ガストンは10位に位置付けられた。『CNN』もガストンが「ディズニーの最も怖い悪役」の1人であると同意し、「ヒントを受け取れない傲慢で要求の多い男よりも悪いのは、ヒントを受け取れない傲慢で要求の多い男が、あなたのボーイフレンドを殺すために群衆を組織することだ」と述べ、「彼は見た目は怖くなかったかもしれないが、明らかに映画の本当の野獣だった」と結論付けた。『Collider』の「9人の最も邪悪なアニメ悪役」に選ばれたガストンについて、寄稿者マット・ゴールドバーグは、「愚かな体育会系のバカの愉快なカリカチュアだ」と称賛した。皮肉を込めて『Beamly』は、ガストンを「ヒーローよりも優れた8人のディズニー悪役」の1人に挙げ、彼が「ひどくて性差別的」なキャラクターでありながらも彼らの注目を引いたことを指摘した。『Moviefone』はガストンに対してあまり好意的ではなく、彼を「史上最高のディズニー悪役」のリストで30人中25位にランク付けした。『Oh My Disney』は、ガストンのセリフ「町で最も美しい女、それが彼女を最高にする！そして、私は最高に値するのではないか？」をディズニーヴィランズが発した最も邪悪なセリフの9位に選んだ。